# Archermos
Archermos (en grec ancien Ἄρχερμος / Árkhermos) ou Archermus (en latin Archermus), dit Archermos de Chios, est un sculpteur grec archaïque, né sur l'île de Chios et actif durant la seconde moitié du VIe siècle av. J.-C.
Mentionné par Pline l'Ancien, il est membre d'une dynastie familiale de sculpteurs et est le père de Boupalos et Athénis. Connu par plusieurs inscriptions et textes, des œuvres conservées lui sont attribuées, en particulier la Niké de Délos.

## Sources
Archermos est un des rares sculpteurs grecs de l'époque archaïque connus aussi bien de sources épigraphiques que littéraires.

### Sources épigraphiques

#### La base de Délos

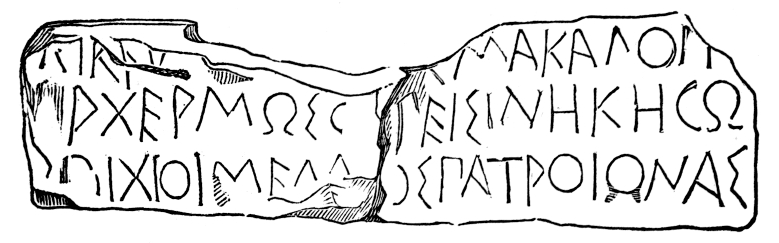
Face inscrite de la base de statue découverte à Délos portant le nom d'Archermos (dessin de Salomon Reinach, 1883).

La première mention épigraphique du nom d'Archermos se trouve sur une base de statue délienne. Elle est retrouvée lors de fouilles archéologiques dans les alentours du temple d'Artémis : un premier fragment est découvert en 1880, le second en 1882. Son association avec la Niké de Délos, statue découverte à proximité, fait débat.
Une inscription métrique, qui se trouve sur la face avant de la base, mentionne les noms « Archermos » et « Mikkiadès » et fait l'objet de différentes interprétations, en raison de son état lacunaire, pour savoir leur statut (dédicants ou sculpteurs),. Par son écriture, elle semble datée de la fin de la première moitié du VIe siècle av. J.-C..

#### Les colonnes-supports de l'acropole d'Athènes

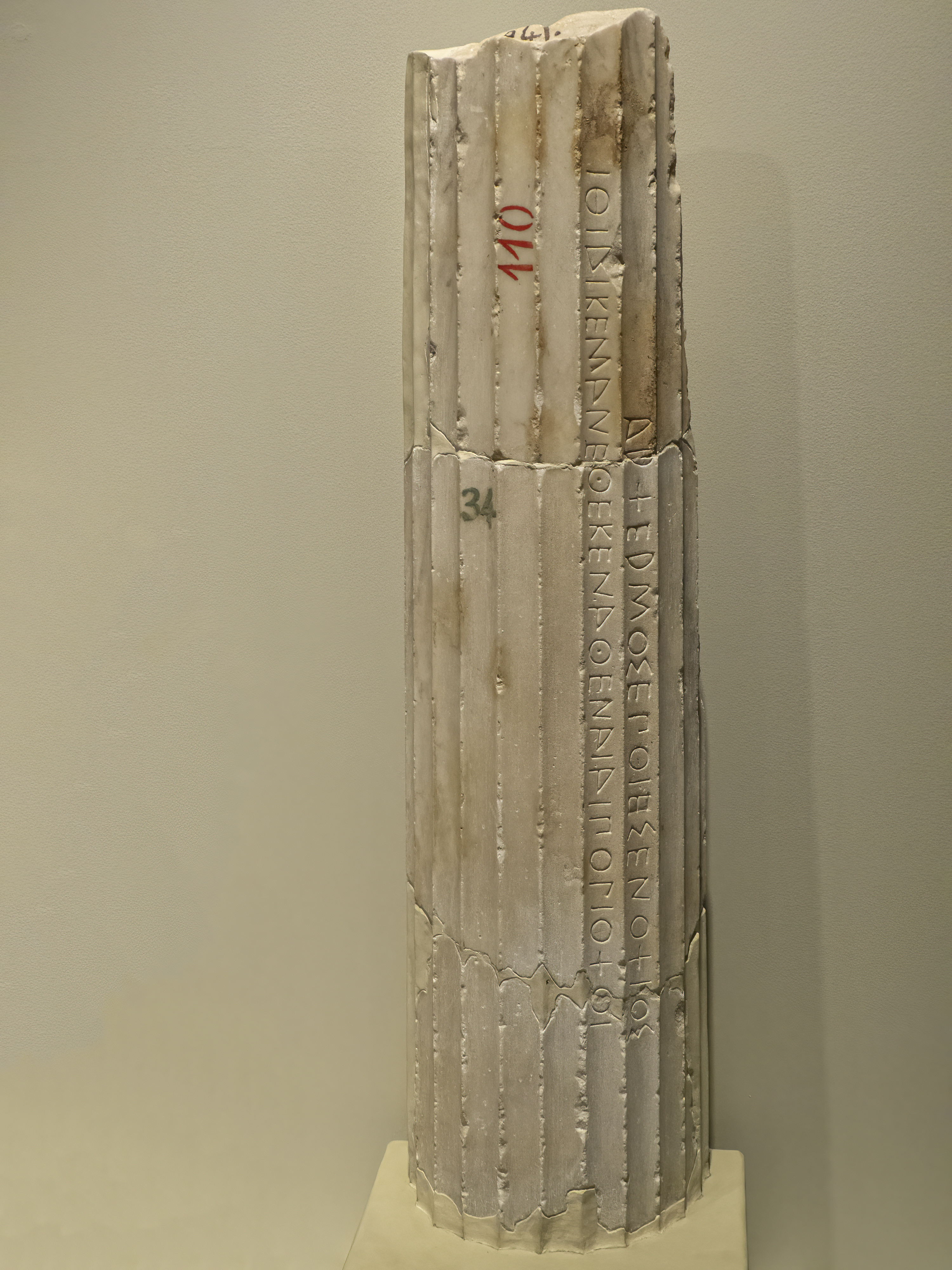
Colonne-support de l'acropole d'Athènes portant le nom d'Archermos (musée épigraphique d'Athènes).

Une seconde inscription, plus récente, sur une colonne-support cannelée de l'acropole d'Athènes, mentionne également Archermos :
« Ἄρχερμος ἐποίεσεν ὁ Χῖος.
Ἰ[φ]ιδίκε μ' ἀνέθεκεν Ἀθεναίαι Πολιόχοι. »
— Dédicace d'une colonne-support de l'acropole d'Athènes.
        
« Œuvre d'Archermos de Chios.
Iphidikè m'a consacré à Athéna Poliouchos. »
— Traduction en français,.
Le chapiteau de la colonne étant perdu, la statue qu'elle portait n'est pas identifiable, bien que certaines korès de l'Acropole soient parfois proposées. Elle est datée du dernier quart du VIe siècle av. J.-C., soit au moment où les fils d'Archermos, Boupalos et Athénis, commencent à être actifs.
Une autre signature, sur la partie inférieure d'une colonne-support cannelée trouvée sous le mur nord de l'acropole d'Athènes, est réalisée par un sculpteur chiote : datant de la fin du VIe siècle av. J.-C., elle parait trop récente pour être celle d'Archermos — malgré sa disposition analogue à la précédente — et pourrait être celle d'un de ses fils, qui aurait suivi son père à Athènes.

### Sources littéraires
Archermos, sa famille et leurs œuvres sont mentionnés par Pline l'Ancien dans l'Histoire naturelle :

« Avant eux [Dipoenus et Scyllis], il y avait déjà eu dans l'île de Chio le sculpteur Mélas, puis son fils Micciadès et ensuite son petit-fils Archermus. Les fils de ce dernier, Bupalus et Athénis, jouirent d'une extrême célébrité dans cet art, à l'époque du poète Hipponax, dont on sait qu'il a vécu lors de la soixantième olympiade. À suivre l'histoire de cette famille de sculpteurs en remontant jusqu'au bisaïeul, l'on s'apercevrait que l'origine de cet art a coïncidé avec le début des olympiades […] Il y eut des œuvres [d'Archermus] à Délos et dans l'île de Lesbos. »

— Pline l'Ancien, Histoire naturelle, XXXVI, 11-14.
Il est également mentionné dans une scholie aux Oiseaux d'Aristophane :

« Ce n'est que plus récemment que Niké et Éros ont acquis des ailes. En effet, certains disent que c'est Archennos [sic] le père de Boupalos et d'Athénis, d'autres que c'est Aglaophon le peintre thasien qui a rendu Niké ailée, comme le raconte Karystios de Pergame. »

— Scholie au vers 573 des Oiseaux d'Aristophane.

## Éléments biographiques
Archermos est originaire de l'île de Chios. Il aurait vécu et été actif durant la seconde moitié du VIe siècle av. J.-C..
Archermos fait partie d'une famille de sculpteurs : selon Pline l'Ancien, son grand-père serait Mélas, son père serait Mikkiadès et ses fils seraient Boupalos et Athénis. Cette généalogie semble néanmoins être en partie erronée et s'appuyer sur une erreur de l'auteur antique. Celui-ci aurait mal interprété l'inscription découverte à Délos, citant Archermos, Mikkiadès et Mélas ; cependant, ce dernier serait en fait un ancêtre fondateur de Chios — plus précisément Mélas, fils de Poséidon — désignant ainsi l'île de manière poétique,.

## Production artistique et œuvres attribuées
Archermos est un sculpteur, connu pour ses représentations de figures féminines drapées, réalisées d'après Pline l'Ancien à Délos et à Lesbos, en marbre de Paros. Une scholie antique lui attribue la paternité de la première représentation de Niké ailée.
Plusieurs œuvres sont attribuées (de manière incertaine) à Archermos ou à un groupe d'artistes proches, rassemblés sous l'appellation d'École de Chios  : la Niké de Délos, retrouvée sur l'île ; la Korè 675, découverte sur l'acropole d'Athènes ; une tête de cariatide de Delphes, conservée au musée archéologique du site. Deux torses de korai de Chios, datés d'environ 560 av. J.-C., sont également attribués à son atelier. Présentes dans des lieux éloignés, ces différentes sculptures démontrent la mobilité des œuvres et des artistes à l'époque archaïque.

### La Niké de Délos

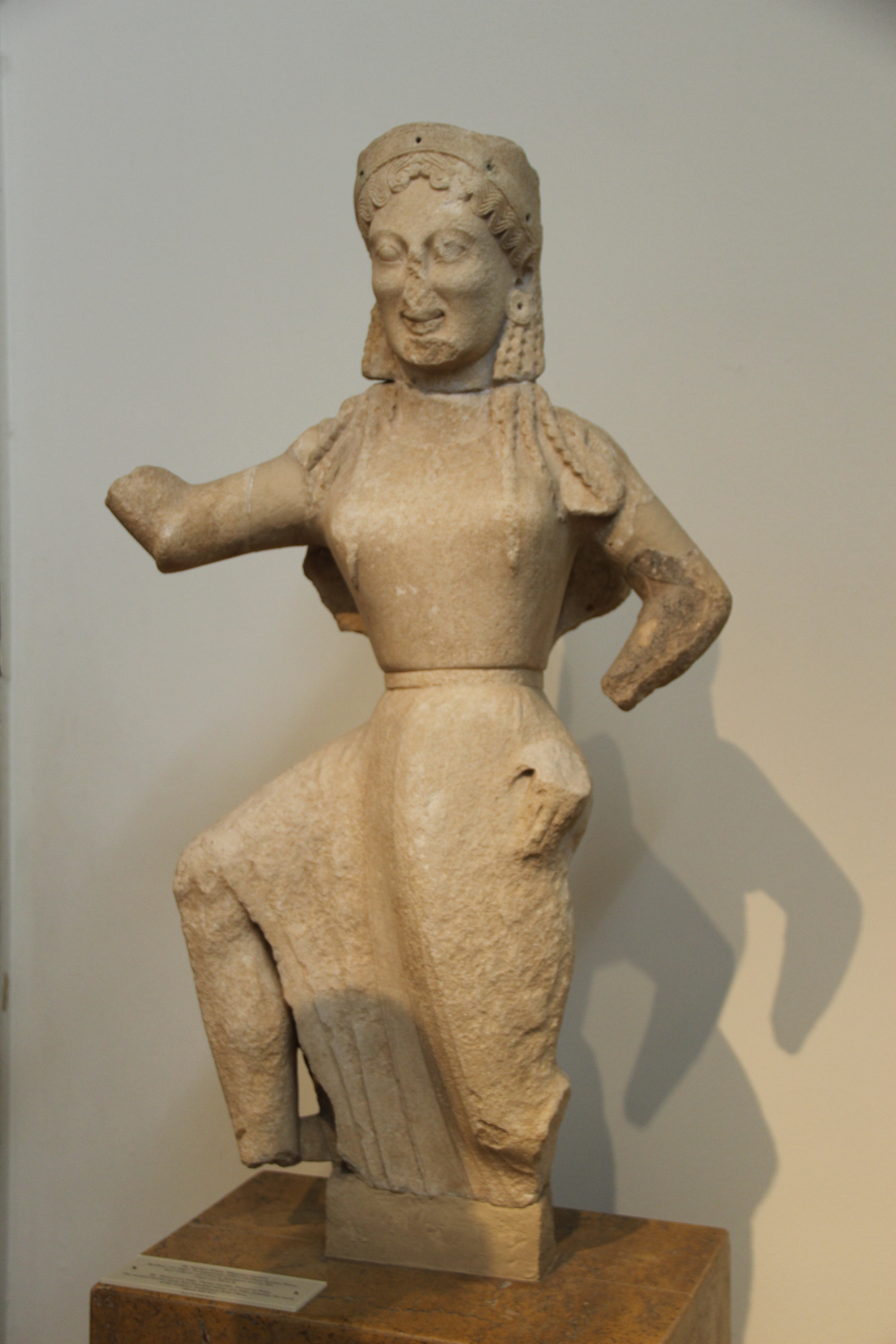
La Niké de Délos, datée d'environ -550, conservée au Musée national archéologique d'Athènes.

La Niké de Délos (ou Niké d'Archermos) est une statue en pied de femme ailée, représentant Niké ou Artémis, réalisée vers 550 av. J.-C. d'après son style. Elle est découverte lors de fouilles archéologiques à Délos, un de ses bras ayant été retrouvé plus tard par des chercheurs français.
La découverte d'une base de statue près de la Niké, présentant un sommet irrégulier ayant pu supporté le drapé qui pend des jambes de la statue, sur laquelle se trouve une inscription en caractères de Paros, semble faire d'Archermos le sculpteur de la Niké de Délos, dans un atelier situé sur Paros.
Le rapprochement entre la base et la statue fait néanmoins l'objet de débats dans l'historiographie, et l'attribution de cette œuvre à Archermos n'est pas certaine.
La statue de 90 cm adopte une pose courante dans la sculpture grecque de l'époque archaïque, en « course agenouillée »,. Elle porte un péplos peint de couleurs vives, par-dessus lequel se place un chitôn. Elle porte sur la tête une couronne, à l'origine sertie de pièces d'orfèvrerie.

### Sculptures associées à la colonne athénienne

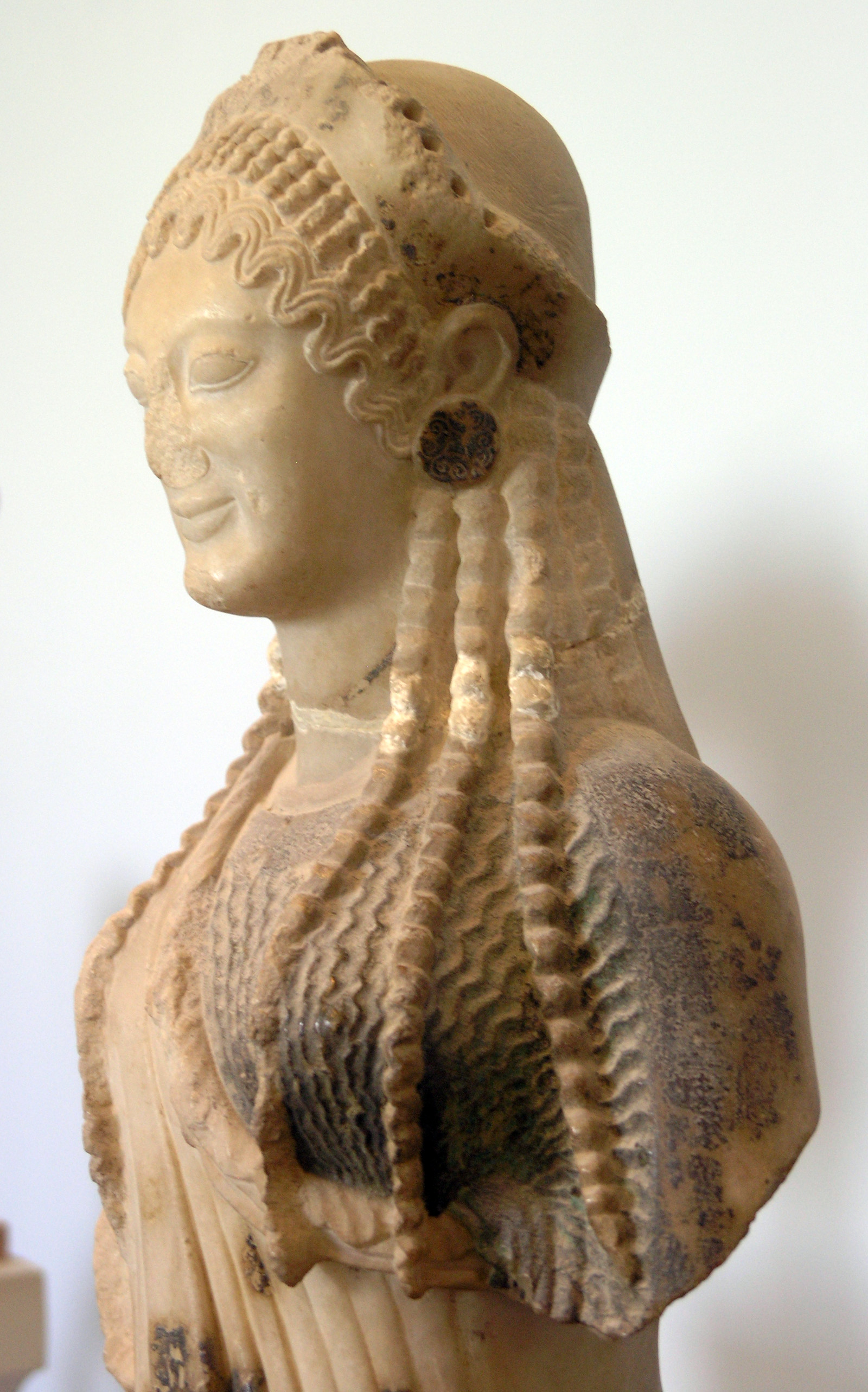
La Korè 675, datée vers -520, conservée au Musée de l'Acropole d'Athènes.

La Korè 675 (ou Korè de Chios) est une korè, une statue archaïque de jeune femme, retrouvée sur l'acropole d'Athènes,, datée de 520 av. J.-C. et mesurant 55 cm de hauteur. Découverte en plusieurs morceaux — sa tête est retrouvée en 1886 à l'est du Parthénon, tandis que son corps est retrouvé deux ans plus tard au sud de l'édifice — et réassemblée, elle reste en partie incomplète, les extrémités de la statue étant perdues. Elle est surnommée « Korè 675 », d'après son numéro d'inventaire, ou « Korè de Chios », à cause de sa ressemblance avec les statues produites sur l'île.
Elle est attribuée à Archermos par la découverte d'une colonne dédicacée par une femme nommée Iphidikè et signée par le sculpteur,, : certains chercheurs théorisent que la colonne a pu soutenir la statue, notamment par rapport au matériau employé et à la dimension des deux pièces. Néanmoins, cette attribution est remise en question par les travaux les plus récents : l'absence de détails sculptés à l'arrière de la statue suggère qu'elle était plutôt positionnée dans une niche ou contre un mur.
D'autres korès sont également attribuées à Archermos ou son atelier[réf. nécessaire].